# Abbi Glines
Abigail Potts Glines (Birmingham, 16 aprile 1977) è una scrittrice e giornalista statunitense, meglio nota come Abbi Glines.

## Biografia
La scrittrice è cresciuta nella cittadina di Suminton in Alabama. All'età di 18 anni, dopo aver finito il liceo ha lasciato il suo paese natale insieme al fidanzato Keith Glines, per trasferirsi sulla costa, a sud dell'Alabama. A seguito di questo suo spostamento, Abbi Glines si è sposata con il fidanzato del liceo Keith. Da quel momento Abbi Glines vive nella città di Mobile in Alabama, con il marito e i suoi tre figli Keith Austin Glines jr, Anabelle e Ava.
Lavora come giornalista per il New York Times, il Usa Today e il The Wall Street Journal e scrive romanzi bestseller a nome dei giornali per cui lavora.

## Carriera
Abbi Glines iniziò a pubblicare romanzi online su ebook nel 2009. Dal 2011, a seguito del successo dei suoi racconti, cominciò a lavorare con diverse case editrici e a pubblicare numerose serie di libri negli Stati Uniti.
La scrittrice ebbe molto successo quando nel 2012 pubblicò in America il primo libro della saga "Rush of love".
In Italia la prima parte della serie, Irraggiungibile, fu pubblicata il 1º aprile 2014, mentre il secondo libro, 'Irresistibile', fu pubblicato il 15 aprile 2014. Il terzo e ultimo libro che narra la storia dei protagonisti, 'Indimenticabile', fu pubblicato il 9 dicembre 2014. Abbi Glines però diventò molto più nota in Italia quando nel giugno 2015, la Mondadori pubblicò il suo libro The Vincent Boys.

### Rush of Love
La saga "Rush of Love" è composta da quattro libri e fa parte della serie Rosemary Beach.
"Rush of Love" è un romanzo di genere New Adult, diretto a un pubblico di età superiore ai 16 anni a causa del contenuto esplicito. I primi tre libri raccontano le vicende tra i due protagonisti, ma successivamente Abbi Glines ha deciso di pubblicare anche un quarto libro, Insuperabile, una versione del primo libro scritta dal punto di vista del protagonista, Rush Finlay, invece che dal punto di vista di Blaire.
La saga narra la storia di Blaire Wynn, una giovane ragazza di diciannove anni, rimasta sola, poiché la madre è morta poco tempo prima di cancro. Blaire, non sapendo dove dirigersi, si reca dal padre che cinque anni prima l'aveva abbandonata. Blaire non sa però che a Rosemary Beach ad attenderla troverà solamente l'affascinante ventiquattrenne Rush Finlay, nonché figlio della nuova moglie di suo padre. Nonostante lui non voglia avere niente a che fare con lei a causa dei propri errori passati, il loro amore è inevitabile. A rendere problematica la loro storia, è la sorella di Rush, la quale si sente messa da parte dal fratello.

### The Vincent Boys
The Vincent Boys è una serie composta da due libri di genere New Adult, 'The Vincent Boys' e 'The Vincent Brothers'. Il primo libro della saga è stato pubblicato il 18 giugno 2013 in Italia e ha avuto molto successo. Grazie alla saga 'The Vincente Boys' infatti, Abbi Glines è diventata nota nel paese. I libri raccontano la storia di Ashton e Beau, due giovani completamente diversi che non potrebbero stare insieme.
Ashton è la classica brava ragazza del paese, è la figlia del pastore ed è fidanzata con un ragazzo per bene, Sawyer Vincent. Ashton però si annoia, lei è stanca di dover essere sempre all'altezza delle aspettative degli altri.
Quando d'estate Sawyer parte, Ashton si avvicina al cugino del suo ragazzo, Beau Vincent, che l'attrae fin dal principio. Beau non è il tipo di ragazzo che gli abitanti del paese si aspetterebbero di vedere in compagnia di Ashton, è pericoloso e in più è come un fratello per Sawyer e non farebbe niente per ferirlo. Nonostante Beau e Ashton sappiano che devono tenersi lontani, la loro attrazione è troppo forte e per loro è difficile resistere.

## Opere

### Trilogia Existence
1. Existence (2011)
2. Predestined (2012)
3. Leif (Novella) (2012)
4. Ceaseless (2012)

### The Vincent Boys
1. The Vincent Boys[2] (Beau Vincent) (2011)
2. The Vincent Brothers (Sawyer Vincent) (2012)

### Sea Breeze
1. Breathe (Jax Stone e Sadie White) (2011)
2. Because of Low (Marcus Hardy e Willow Montgomery) (2012)
3. While it Lasts (Cage York e Eva Brooks) (2012)
4. Just For Now (Preston Drake e Amanda Hardy) (2012)
5. Sometimes It Lasts (Cage York e Eva Brooks) (2013)
6. Misbehaving (Jason Stone e Jess Taylor) (2013)
7. Bad for You (Krit Corbin e Blythe Denton) (2015)
8. Hold on Tight (Dewayne Falco e Sienna Roy) (2015)
9. Until the End (Rock Taylor e Trisha Corbin) (2016)

### Rosemary Beach

#### Rush of love (su Rush Finlay e Blaire Wynn)
1. Irraggiungibile[3] (Fallen Too Far) (2012 negli USA)
2. Irresistibile (Never Too Far) (2013 negli USA)
3. Indimenticabile (Forever Too Far) (2013 negli USA)
4. Insuperabile (Irraggiungibile dal punto di vista di Rush) (Rush Too Far) (2014 negli USA)

#### Twisted Perfection (su Woods Kerrington e Della Sloane) (2013)
1. Imprevedibile e Perfetto 2020 (Twisted Perfection)
2. Indelebile e Perfetto 2020 (Simple Perfection)

#### Serie Chance (su Grant Carter e Harlow Manning) (2014)
1. Take A Chance
2. One More Chance

#### Spin-off (su Tripp Network e Bethy Lowry) (2014)
1. You Were Mine

#### Novella (su Kiro Manning) (2014)
1. Kiro's Emily

#### Spin-off (su Mase Colt-Manning e Reese Ellis) (2014)
1. When I'm Gone
2. When You're Back

#### Spin-off (su Capitano) (2015)
1. The Best Goodbye

#### Spin-off (su Nanette) (2016 negli USA)
1. Up in Flames

#### The Field Party
1. Until Friday Night (2015)
2. Under the Lights (2016)
3. After the Game (2017)
4. Losing the Field (2018)
5. Making a Play (2019)
6. Game Changer (2020)

### Sea Breeze meets Rosemary Beach
1. Like a Memory
2. Because of Lila
3. Best I've Ever Had

### South of the Mason Dixon
1. Boys South of the Mason Dixon

### Altre opere
1. Quando tutto cambia (As She Fades)